# Gumtow
Gumtow är en kommun och ort i Tyskland, belägen i sydöstra delen av Landkreis Prignitz i förbundslandet Brandenburg. Kommunen bildades 2002 genom sammanslagning av kommunerna i det tidigare kommunalförbundet Amt Gumtow till den självförvaltande kommunen Gemeinde Gumtow.

## Befolkning
- Befolkningsutvecklingen i de nuvarande gränserna (Blå linje: Befolkning—Prickade linjen: Jämförelse med utvecklingen av Brandenburg—Grå bakgrund: Period av Nazi styre—Röd bakgrund: Period av kommunistiskt styre)
- Aktuella befolkningsutveckling (blå linjen) och prognoser (prickade linjen).

| År   | Invånare |
| ---- | -------- |
| 1875 | 7 023    |
| 1890 | 6 822    |
| 1910 | 6 741    |
| 1925 | 6 731    |
| 1933 | 6 548    |
| 1939 | 6 117    |
| 1946 | 10 389   |
| 1950 | 9 754    |
| 1964 | 6 921    |
| 1971 | 6 421    |

| År   | Invånare |
| ---- | -------- |
| 1981 | 4 990    |
| 1985 | 4 884    |
| 1989 | 4 804    |
| 1990 | 4 712    |
| 1991 | 4 562    |
| 1992 | 4 498    |
| 1993 | 4 452    |
| 1994 | 4 331    |
| 1995 | 4 449    |
| 1996 | 4 397    |

| År   | Invånare |
| ---- | -------- |
| 1997 | 4 434    |
| 1998 | 4 410    |
| 1999 | 4 376    |
| 2000 | 4 344    |
| 2001 | 4 285    |
| 2002 | 4 184    |
| 2003 | 4 139    |
| 2004 | 4 064    |
| 2005 | 3 996    |
| 2006 | 3 920    |

| År   | Invånare |
| ---- | -------- |
| 2007 | 3 890    |
| 2008 | 3 776    |
| 2009 | 3 729    |
| 2010 | 3 668    |
| 2011 | 3 577    |
| 2012 | 3 574    |
| 2013 | 3 481    |
| 2014 | 3 454    |
| 2015 | 3 438    |
| 2016 | 3 404    |

| År   | Invånare |
| ---- | -------- |
| 2017 | 3 370    |
| 2018 | 3 338    |
| 2019 | 3 327    |
| 2020 | 3 312    |

Detaljerade källor anges i Wikimedia Commons..